# 송조표전총류 권7
송조표전총류 권7(宋朝表牋總類 卷七)는 태종 3년(1403년)에 경연고주(經筵古註)의 시·서·춘추좌씨전을 저본으로 주성한 계미자본으로 태종 연간(1403∼1418)에 인출된 책이다. 주로 계미소자를 사용하여 인출한 것이 특징이다.
1973년 7월 10일 대한민국의 국보 제150호 송조표전총류(宋朝表牋總類)로 지정되었다가, 2010년 8월 25일 현재의 명칭으로 변경되었다.

## 개요
제1∼12장의 영본(零本) 1책으로서, 판식은 상하단변, 좌우쌍변, 반엽(半葉)의 크기는 23.1×14.3cm이며, 8행 자수부정(字數不定), 주쌍행(註雙行), 상하하향흑어미(上下下向黑魚尾), 전체크기 29.0×19.0cm이다. 판심서명은 ‘송표(宋表)’라 되어 있다. 전체 12장 중 제10·11·12장의 광곽(匡郭) 상변(上邊) 좌단부 일대의 서미(書眉)와 본문의 일부가 파손되고 권말 책장의 뒷면 백지(본문이 없는 뒷면 반장)가 결락되어 있다. 원표지는 없고 책의 앞뒤에 여지 1매를 각각 삽인한 다음 황색 표지를 사용하여 홍사(紅絲)로 오침안정법에 의해 개장한 선장본이다. 가람(伽藍) 이병기(李秉岐)가 가지고 있던 것이 서울대학교 부속도서관으로 왔다.
이 책은 조선조 최초로 주성한 동활자인 계미자로 찍어낸 점에서 그 가치가 높다. 계미자의 자체는 남송 촉본의 자체 중 방필의 구양순체를 바탕으로 하면서도 원필이 곁들여지고 날카로운 수금체(瘦金體)의 기미가 나타나고 있는 자체와 비슷하다고 할 수 있다. 이 활자본은 고려말부터 조선 초기에 이르기까지 조판술의 발달사에 있어서도 매우 중요하다. 계미자본은 그 인본을 보면 크고 작은 활자의 모양이 균정하지도 않고 그 크기가 일정하지도 않다. 이 활자를 조판할 때는 사주를 고착시킨 뒤 상·하변에 계선과 어미까지 고착시킨 인판을 마련하고 각 행간의 활자가 꽉 들어맞도록 배열하였다. 따라서 옆줄이 맞지 않고 위·아래로 드나듬이 심하여 윗자와 아랫자의 획이 서로 물린 것이 많다. 또한 태종 3년(1403)에 주조되어 세종 2년(1420)의 경자자를 주조하기까지 18년 동안만 사용되었던 활자로서 그 인본이 매우 희귀하다. 이에 국보 제150호로 지정되어 다른 계미자본과 함께 그 가치를 인정받고 있다.

## 참고 문헌
- 송조표전총류 권7 - 국가유산청 국가유산포털